# ریکاردو آژمونه-مارسان
ریکاردو آژمونه-مارسان (انگلیسی: Riccardo Ajmone-Marsan؛ ۴ مارس ۱۸۸۹ – ۱۵ نوامبر ۱۹۵۸ (aged 69)) بازیکن فوتبال اهل سوئیس بود.
از باشگاه‌هایی که در آن بازی کرده‌است می‌توان به باشگاه فوتبال یوونتوس اشاره کرد.